# Batalha de Mir
A batalha de Mir teve lugar a 10 de julho de 1812, durante a campanha da Rússia. Os russos ali encontram um corpo do exército da Polónia.
Frente a Mir, algumas unidades de cavalaria polaca enfrentam um corpo russo chefiado pelo general Platov. Os polacos lutam furiosamente durante mais de seis horas, até à chegada do general russo Kuteinikov, forçando-os a recuar para o interior de Mir. Mas a chegada do 4.º regimento de caçadores a cavalo da França e da artilharia dá uma reviravolta na batalha: o general Platov é forçado a deixar Mir.